# Vărșand
Vărșand (Hongaars: Gyulavarsánd) is een dorp in Roemenië, gelegen in de provincie Arad in de gemeente Pilu. Het plaatsje ligt op de grens met Hongarije op een steenworp afstand van de stad Gyula. Vanwege de grensovergang vervult het een belangrijke rol in het grensverkeer.

## Bevolkingssamenstelling
In 2011 had het dorp 954 inwoners, waaronder 723 Roemenen, 82 Hongaren en 117 Roma.
In 1900 had het dorp 2666 inwoners, 1909 Roemenen en 654 Hongaren (24%).